# Uncle Fucka
〈Uncle Fucka〉는 영화 《사우스 파크》에 나오는 노래이다. 이 노래는 가상의 캐나다인 코미디언인 테란스와 필립이 그들이 만든 영화인 《불타는 엉덩이》(Asses of Fire)에서 부르는 노래로, 이 영화에서 제일 유명한 노래이다. 이 노래에서는 "fuck"이 20번정도 쓰이는데, 이 노래의 비속성이 카일의 어머니인 쉴라를 화내게 만든다. 쉴라는 MAC(Mother Against Canada, 캐나다를 싫어하는 어머니모임)이라는 단체를 만들어서 미국과 캐나다의 전쟁을 이끌게 되고, 사탄과 사담 후세인이 지구에 오는것을 촉진시키게 된다.

## 잡다한 상식들
- 이 노래의 마지막 부분 ("U-N-C-L-E, F**k you! Uncle F**ka!")은 오클라호마의 주제곡을 조롱하였다. ("O-K-L-A-H-O-M-A! Oklahoma!").
- 이 이름은 블링크-182의 라이브 앨범인 《The Mark, Tom, and Travis Show: The Enema Strikes Back》에서 사용되었다.
- 처음에 노래 제목은 "Mutha Fucka"였는데, 전미영화아카데미에서 NC-17[1]등급을 평가 받을 위험에 처하자 R등급을 받기 위해서  "Uncle Fucka"로 고쳤다.
- 다른 언어로 번역될 때 "Uncle Fucka"는 항상 번역되지 않고 삭제되었다.
- 이 노래가 나오는 장면은 MTV에서 수여하는 "최고의 뮤지컬 연출" 영화상을 수상하였다.